# Чайот
 Тази статия е за вида растения.  За рода вижте Чайот (род).  
Чайотът (Sechium edule), наричан още мексиканска краставица, а също чочо или чучу, е вид тропическо многогодишно растение, чиито крушовидни плодове се използват в готварството и медицината. Той е основен представител на рода Чайот (Sechium) от семейство Тиквови.
Името „чайот“ е испанско произношение на думата „хицайотли“ от езика нахуатъл.

## Класификация
Според описанието на Рафаел Сааде, видът е разпознат като нов и описан за пръв път през 1756 г. от Патрик Брауни на остров Ямайка. През 1763 г. Николаус фон Яквин го класифицира като Sicyos edulus и по същото време Мишел Адансон го включва като Chocho edulus. Олуф Сварц го слага в днешния му род Sechium през 1800 г. Други приети синоними са Chayota edulus (Jacq., Sel. Stirp., 1780), Sechium americanum (Poir., Lam., 1806), Sicyos laciniatus (Descourt., 1827) и Sechium cayota (Hemsley, 1880).
Разглеждат се два подвида:
- S. edule edule, ядлив чайот − култивираната форма, разпространена в Северна и Южна Америка, Азия, Африка и Океания;
- S. edule sylvestre, див чайот − дивата форма, намерена през 1980 г. в южно Мексико, щата Веракруз.

## Разпространение
Дивият подвид се среща в южно Мексико, в западната част на щата Веракруз и в щата Оаксака.
Култивиран е като земеделска култура от ацтеките в предколумбово Мексико, и се използва също от маите. Оттам се разпростира в цялата Централна Америка. В Мексико, където много етнически групи живеят в различни щати, както и в Гватемала, Коста Рика, Никарагуа, Салвадор и Хондурас, могат да се изброят над 30 различни имена на съответните местни езици.
Впоследствие е пренесен на другите континенти и понастоящем се отглежда още в Южна Америка, Средиземноморието, в южните части на Русия, тропическите части на Южна Азия, островите на Индийския океан и Океания.
Според Нюстром, цитирана в описанието на Сааде, в различните страни името на растението отразява пътя на колонизация и съответно района, откъдето видът е внесен. В европейските езици двете най-разпространени наименования са „чайот“/„кайота“ (от Централна Америка) и „чочо“/„чучу“ (от Южна Америка).

## Описание
Чайотът е многогодишно пълзящо растение. Може да живее и плододава до 8 години, макар след първата реколтата да намалява. В по-студените райони живее от 1 до 3 години и в умерените ширини не може да преживее зимата.
Има дебел корен, който произвежда клубени. При култивирания подвид от един корен израстват няколко стъбла, които се удебеляват и изглеждат дървовидни в основата, а към върха имат тънки тревисти разклонения. Като почти всички представители на Тиквови, стеблата развиват ластари за опора.
Листата му са гладки и широки, със заострени връхчета. Дълги са 10 – 30 см и почти толкова широки. Дръжките са с дължина 8 – 15 см. Младите листа имат власинки и от двете страни, а с възрастта стават гладки и запазват власинки само от долната страна край дръжките.
Чайотът е еднодомно растение. Цъфти от април до декември. Цветовете му са еднополови и са организирани в съцветия с дължина 10 – 30 см, с китки на разстояние една от друга. Опрашва се от някои насекоми – медоносна пчела (Apis mellifera) в плантациите и пчели от род Trigona на средни и големи височини.
Връзва плод от септември до януари, поединично или на чифт, рядко по повече. Плодът е месест или месесто-влакнест, с различни форми и може да има надлъжни грапавини. Достига дължина 4,3 – 26,5 см и ширина 3 – 11 см. Цветът му е тъмно- до светлозелен, а при някои култивирани форми може да бъде бял до светложълт. Месестата е част бледозелена или белезникава, с кисел вкус при дивите растения. При култивираните вкусът е сладък, приятен или отсъства.
Плодът има една голяма овално-приплесната семка в средата, която прораства направо от плода – още докато е на стъблото при култивираните, а при дивите форми чак когато падне на земята.

## Употреба
Плодът на чайота се използва като зеленчук в готварството. Плодът има тънка светлозелена кора, срастната с месестата част, която може да се отстрани преди или след термичната обработка. Сърцевината е бяла и мека, подобна на тиквичка. Може да се използва суров в салати, да се вари, пече или да се пържи. Може също да се пълни, да се стрива на пюре или да се консервира като туршия. Издържа дълго време в хладилник и може да се съхранява до 8 месеца.
Според информация в е-Кулинар плодът е богат на калий и 100 гр. се съдържат 19 калории, 0,4 гр. мазнини, 4,1 гр. въглехидрати, 1 гр. белтъчини, 10 мг витамин С.
Клубените му също се ядат. След варене приличат на вкус на картофи. Ядат се дори семките и младите филизи.